# Ceroplastodes melzeri
Ceroplastodes melzeri är en insektsart som beskrevs av Gregorio Bondar 1925. Ceroplastodes melzeri ingår i släktet Ceroplastodes och familjen skålsköldlöss. Inga underarter finns listade i Catalogue of Life.